# Hughes AN/ASG-18
Pour les articles homonymes, voir Hughes.
Le Hughes AN/ASG-18 est un prototype de radar de contrôle de tir développé à l'origine pour l'intercepteur XF-108 Rapier pour l'United States Air Force par Hughes Aircraft.

## Description
Le AN/ASG-18 fut le premier radar Doppler pulsé (utilisant l'effet Doppler-Fizeau) conçu aux États-Unis et ayant des capacités de tirer vers le bas même s'il ne pouvait traquer qu'une cible à la fois. La portée de ce radar est estimée entre 320 et 480 km. L'installation du système était massive pesant 950 kg et occupant la majorité du nez de l'avion. Le radar devait être utilisé avec le missile Hughes AIM-47 Falcon (ou GAR-9) sur le XF-108.
Alors que le développement fut effectué sur le XF-108, le AN/ASG-18 et les missiles Falcon furent d'abord testés sur un bombardier Convair B-58 modifié. Pour installer le radar, le nez de l'appareil fut allongé de près de 2 m et les senseurs infra-rouges furent montés sur les côtés du fuselage. Un seul missile était installé sous le fuselage dans une nacelle spéciale.
Le programme du XF-108 fut annulé avant le premier vol du B-58 équipé d'un AN/ASG-18 et le programme du Lockheed YF-12 fut développé à la place pour utiliser le couple radar/missile. Des tests furent conduits entre 1960 et 1963 sur la version modifiée du B-58, puis sur le YF-12 jusqu'en 1966 et l'annulation complète du programme.